# Кудіркос-Науместіс
Кудіркос-Науместіс або Владиславів (лит. Kudirkos Naumiestis) — місто в південно-західній частині Литви, на річці Шешупе, за 25 км від міста Шакяй. 

## Положення і загальна характеристика
Розташоване у південно-західній частині Литви, на річці Шешупе, де у неї впадає річка Шервінта. Місто лежить на кордоні із Росією (кордон по річці Шешупе).  

## Історія
Вперше згадане 1561 року як село Duoliebaičiai. 1639 засновано плоселення Владиславов, яке 1643 року отримало статус міста. Назва вживалася до 1917 року (окрім 1795-1815, коли мало назву Нойштадт-Ширвіндт), проте у народі місто називали Науместіс. 1918 року місто офіційно перейменовано у Науместіс. Сучасна назва - з 1934 року, на честь литовського письменника Вінцаса Кудірки, який жив у місті.

## Визначні місця
- Музей Вінцаса Кудірки
- Костел Віднайдення Хреста (1783)
- Католицька каплиця (1900)
- Православна каплиця (1930)
- Скульптурний ансамбіль Пранаса Падерявічюса

## Населення
| Динаміка населення з 1897 по 2020 |          |          |          |      |          |
| 1897пер.                          | 1923пер. | 1959пер. | 1970пер. | 1974 | 1979пер. |
| 4595                              | 3067     | 2574     | 2486     | 2300 | 2090     |
| 1989пер.                          | 2001пер. | 2011пер. | 2020     | -    | -        |
| 2061                              | 1997     | 1732     | 1444     | -    | -        |
| Гістограма динаміки населення     |          |          |          |      |          |